# 张家界北站
张家界北站，位于中华人民共和国湖南省张家界市永定区西溪坪，是焦柳铁路上的区段站。车站隶属广州局集团张家界车务段管辖，办理区段、摘挂列车的解编作业、直通货物列车的技术作业以及旅客列车的通过作业。车站规模一级二场，设有8条到发线（含正线）、5条调车线，旅客基本站台和中间站台各1座；另设有货物线2条、机待线1条、牵出线2条。车站西咽喉设有机务折返段，东咽喉则设有工务段料库1处、株洲车辆段修配厂1处、军供站和列检所各1处。
车站在当地俗称“西溪坪火车站”，建成于1978年，原名大庸北站，1992年3月改为张家界站。2008年1月19日，原大庸站重建启用更名为张家界站，同日，原张家界站更名为张家界北站。